# Direktverkande elvärme
Direktverkande elvärme är en typ av lokaluppvärmning som består av elektriska resistorer som avger värme direkt till rummet och som kopplas in direkt på elnätet. Installationen är tack vare detta billig, men driftkostnaden är med dagens eltaxa förhållandevis hög.

## Historia
Det blev vanligt i Sverige under 1970-talet då kärnkraften laddades och elen därför var billig. I dag sitter många husägare fast i detta system som blivit förhållandevis dyrt med dagens betydligt högre eltaxa eftersom systemet gör det svårt byta värmekälla.
Fick man bidrag till installation av direkt-verkande el på 70-talet?

## Förekomst
Direktverkande elvärme existerar i princip bara i Norden och i synnerhet i Sverige på grund av den tidigare rika tillgången på elektrisk energi till följd av vattenkraft och kärnkraft. I Europa har elpriserna ständigt varit högre än i Norden.

## Problem

### Energihushållning
Det kan också sägas vara ett dåligt sätt att använda högvärdig energi som elenergi utgör. Med denna teknik kan man till exempel inte utnyttja spillvärme från industrier och liknande utan man måste först göra elenergi vilket ger ett lågt utbyte vid förbränning. Vid förbränning kokas normalt vattenånga som tryck genom en ångturbin. 1/3 av den förbrända energi blir då elenergi. Resten måste på ett eller annat sätt kylas bort (se värmekraftverk).

### Effektbalans och import
Under kalla vinterdagar räcker inte den renare elenergiproduktionen till som följd av den höga andelen elvärmeanvändare i Sverige (även värmepumpar med elvärme som spetsvärme bidrar till detta). Det leder till import för att klara effektbalansen i elnätet. Import från kolkondenskraftverk i Europa ger då 3 gånger större koldioxidutsläpp än om kolet istället skulle värma varmvatten till vattenburen värme.